# 叶楚伧故居
叶楚伧故居是位于中国江苏省苏州市周庄镇的一座建筑，为近代中国著名教育家叶楚伧的故居，于2011年被确认为江苏省文物保护单位。